# دهه ۱۲۱۰ (پیش از میلاد)
دهه ۱۲۱۰ (پیش از میلاد) صد و بیست و یکمین دهه قبل از مبدا شروع تقویم میلادی است.